# I'm Your Woman
I'm Your Woman é um filme de drama estadunidense, dirigido por Julia Hart, baseado em um roteiro escrito por ela e Jordan Horowitz. É estrelado por Rachel Brosnahan, Arinzé Kene, Marsha Stephanie Blake, Bill Heck, Frankie Faison, Marceline Hugot e James McMenamin.
Teve sua estreia mundial no AFI Fest em 15 de outubro de 2020. Está programado para ser lançado em uma versão limitada em 4 de dezembro de 2020, seguido por seu lançamento no Prime Video em 11 de dezembro de 2020, pela Amazon Studios.

## Elenco
- Rachel Brosnahan como Jean
- Arinzé Kene como Cal
- Marsha Stephanie Blake como Teri
- Bill Heck como Eddie
- Frankie Faison como Art
- Marceline Hugot como Evelyn
- James McMenamin como White Mike

## Recepção
No Rotten Tomatoes, I'm Your Woman tem uma classificação de aprovação de 88% com base nas resenhas de 25 críticos, com uma classificação média de 7,10/10. O consenso dos críticos do site diz: "Inteligente, sofisticado e subversivo, I'm Your Woman ganha vida com uma performance poderosa de Rachel Brosnahan - e encontra a diretora Julia Hart em demanda quase total de seu ofício". No Metacritic, o filme tem uma pontuação média ponderada de 58 de 100, com base em análises de oito avaliações, indicando "críticas geralmente favoráveis".